# Universidad Estatal de Fayetteville
La Universidad Estatal de Fayetteville (FSU) es una universidad pública históricamente negra en Fayetteville, Carolina del Norte, Estados Unidos. Es parte del Sistema de la Universidad de Carolina del Norte y del Thurgood Marshall College Fund.

## Historia
La segunda escuela más antigua de Carolina del Norte, financiada por el estado, tuvo unos comienzos humildes. Inmediatamente después de la Guerra Civil en 1865, se inició una sólida agenda educativa en la comunidad afroamericana de Fayetteville con la fundación de las escuelas Phillips y Sumner para el aprendizaje primario e intermedio. En 1867, las escuelas se consolidaron para formar la Escuela Howard, siguiendo la visión del jefe de la Oficina de Libertos, el general Oliver O. Howard, quien erigió un edificio en un terreno generosamente donado por siete prominentes hombres afroamericanos: Matthew N. Leary, Andrew J. Chestnutt, Robert Simmons, George Grainger, Thomas Lomax, Nelson Carter y David A. Bryant, quienes juntos pagaron $136 por dos lotes en Gillespie Street en Fayetteville y formaron entre ellos una Junta de Síndicos que se perpetúa a sí misma para mantener la propiedad durante el año. educación de la juventud negra local. 
En 1877, una ley de la legislatura de Carolina del Norte dispuso el establecimiento de la primera institución de formación de profesores para afroamericanos en el estado. Reconocida por su exitoso historial en la educación de jóvenes negros, la Escuela Howard fue seleccionada para esta designación y ese año se convirtió en la Escuela Normal Estatal para Personas de Color y la primera institución patrocinada por el estado para la educación de maestros afroamericanos en el Sur. 
Tras una sucesión de líderes, en 1883, el Dr. Ezekiel Ezra Smith, graduado del Shaw Collegiate Institute (más tarde Universidad Shaw) en Raleigh, Carolina del Norte, fue nombrado director y director administrativo de la Escuela Normal Estatal para Personas de Color y comenzó una carrera de cincuenta años. compromiso de liderazgo y afiliación interrumpido sólo por oportunidades de servir honorablemente a su país, una vez como ministro Residente y Cónsul General de los Estados Unidos en Liberia y más tarde como Ayudante de Regimiento de la Tercera Infantería Voluntaria de Carolina del Norte durante la Guerra Hispanoamericana. Durante su distinguido mandato, el Dr. Smith supervisó el traslado de la escuela a un sitio permanente en Murchison Road y personalmente traspasó terrenos adicionales para aumentar sus propiedades a 92 acres, incluida una planta física de varios edificios y cabañas importantes. También fue bajo su liderazgo que, en 1929, se suspendieron todos los trabajos de la escuela secundaria y el título de director cambió a presidente. El 30 de junio de 1933, el Dr. Smith se jubiló y se convirtió en el primer presidente emérito de la escuela. 
Tras la jubilación del Dr. Smith, el Dr. J. Ward Seabrook asumió la presidencia de lo que, bajo su liderazgo, se convertiría en Fayetteville State Teachers College en 1939, una universidad de cuatro años acreditada estatal y regionalmente que otorga una licenciatura en ciencias de la educación. Más tarde, en 1959, bajo la presidencia del Dr. Rudolph Jones, una revisión de los estatutos de la escuela autorizó una expansión curricular para incluir programas que condujeran a títulos fuera del campo de la enseñanza. También fue durante la presidencia del Dr. Jones que la escuela se convirtió en Fayetteville State College en 1963 y se hicieron importantes adiciones a la planta física para dar cabida a una inscripción en rápido crecimiento. 
En 1969, el Dr. Charles Lyons Jr. asumió la presidencia y ese año la universidad pasó a llamarse formalmente Universidad Estatal de Fayetteville y fue designada universidad regional mediante una ley de la legislatura estatal. Más tarde, en 1972, el Dr. Lyons se convirtió en el primer rector de la ex Unión Soviética cuando se convirtió en institución constituyente de la Universidad de Carolina del Norte mediante un acto legislativo. También fue bajo la rectoría del Dr. Lyons que la escuela se convirtió en una institución integral de nivel I que ofrece una variedad de programas de licenciatura y maestría. Además, surgieron varias iniciativas innovadoras bajo el liderazgo del Dr. Lyons, incluido el Centro de Extensión de la Base de la Fuerza Aérea Fort Bragg - Pope que, en colaboración con el recién creado Weekend and Evening College, brindó al personal militar y otros empleados de tiempo completo la oportunidad de continuar su educación. 
En 1988, el Dr. Lloyd Hackley fue nombrado rector de la FSU y comenzó una búsqueda activa de iniciativas para ampliar aún más la oferta de programas de pregrado y posgrado, incluido el establecimiento del primer programa de doctorado de la universidad en Liderazgo Educativo en 1994. Continuando con el espíritu de innovación iniciado por sus predecesores, el Dr. Hackley fortaleció el compromiso de la FSU con la extensión comunitaria con programas dirigidos a niños en riesgo en las escuelas públicas y supervisó la finalización de la primera gran campaña de capital público de la universidad para aumentar las becas con financiación privada disponibles para estudiantes. Tras su salida de la FSU, el Dr. Hackley se convirtió en el primer presidente afroamericano del Sistema de Colegios Comunitarios de Carolina del Norte. 
Otra novedad para la universidad se produjo en 2003, cuando la Dra. Thelma Jane "TJ" Bryan fue elegida por la Junta de Gobernadores de la Universidad de Carolina del Norte para convertirse en la primera rectora de la escuela y la primera mujer afroamericana en dirigir una institución de la UNC. Bajo su liderazgo, la universidad amplió enormemente la oferta de programas de pregrado y posgrado, obtuvo importantes acreditaciones especializadas y ocupó el tercer lugar en el sistema de la UNC en inscripciones de educación a distancia.  En 2008, Bryan fue sucedido por el Dr. James Anderson. Tras la salida del Dr. Anderson, la Dra. Peggy Valentine fue nombrada canciller interina en julio de 2019. En marzo de 2021, Darrell T. Allison fue seleccionado como el duodécimo director ejecutivo y rector de la Universidad Estatal de Fayetteville.

## Académica
La misión principal de Fayetteville State University es brindar educación de calidad a sus estudiantes a través de una base básica de artes liberales, capacitación profesional especializada y programas de posgrado específicos. La universidad ofrece títulos de licenciatura en 43 áreas, maestrías en 23 áreas y un doctorado en liderazgo educativo.  La universidad está totalmente acreditada por la Asociación de Colegios y Escuelas del Sur.

## Biblioteca
La Biblioteca Charles W. Chesnutt apoya a la universidad en sus esfuerzos académicos y culturales. Los servicios están disponibles en el sitio y virtualmente. Además, la Biblioteca Chesnutt asume su papel especial como importante recurso cultural para la comunidad y la región en general. La biblioteca lleva el nombre de Charles W. Chesnutt, uno de los fundadores de la universidad.

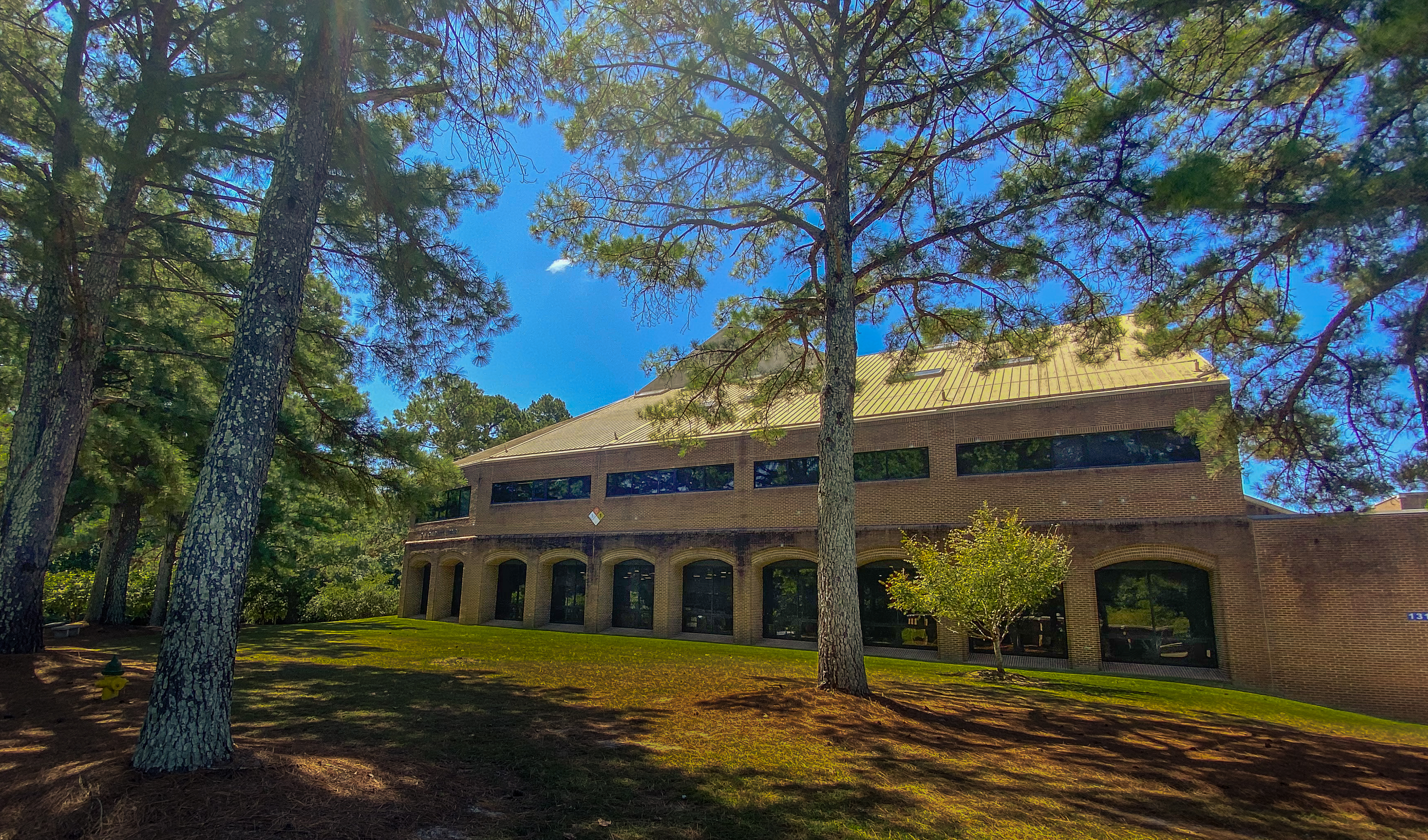
Biblioteca Charles Waddell Chesnutt Univ. Estatal de Fayetteville.

La biblioteca cuenta actualmente con más de 192.000 volúmenes; 20.700 bobinas de microfilm; 631.000 piezas de microfichas; 2.769 publicaciones periódicas; y 56 periódicos.  Es miembro selectivo del Programa Federal de Bibliotecas Depositarias de EE. UU.  La Biblioteca alberga un Digital Commons para la investigación y la producción académica.
Los Archivos y Colecciones Especiales en el cuarto piso de la biblioteca albergan los archivos, disertaciones y colecciones especiales de la universidad. Estos incluyen la Colección Charles Waddell Chesnutt con su correspondencia, cartas y registros de sus hermanas Anne C. Waddell y Sara Chesnutt, fotografías de familiares y amigos, recortes de periódicos y revistas, y postales.  Los documentos de Ezekiel Ezra Smith, educador, diplomático y ex presidente de la Universidad Estatal de Fayetteville también se encuentran en los archivos.
En 2022, la biblioteca pasó por una transición que incorporó una parada única para el asesoramiento y el éxito de los estudiantes y un centro de aprendizaje para adultos. Esta transición incluye una transformación de espacios, colecciones y servicios. Otro enfoque es el desarrollo de nuevas asociaciones en el campus.  Además, en 2022 la Asociación Estadounidense de Bibliotecas otorgó a la Biblioteca Chesnutt una subvención de 20.000 dólares para la compra de portátiles para estudiantes. 
La biblioteca es miembro de HBCU Library Alliance. 

## Diario
La Facultad de Educación y la Oficina de Investigación patrocinan la Revista de Iniciativas de Investigación  que publica esta Universidad. Esta es una revista independiente, revisada por pares y metodológicamente diversa, de acceso abierto, editada por la Dra. Linda Wilson-Jones.

## Vida de estudiante

### Organizaciones estudiantiles
Los estudiantes de Fayetteville State University pueden participar en más de 78 organizaciones estudiantiles registradas, incluidas hermandades y fraternidades.  Un programa intramuros activo ofrece a los estudiantes la oportunidad de participar en fútbol americano de bandera, baloncesto, atletismo, fútbol y natación. Muchas otras organizaciones se agregan continuamente anualmente en esta escuela.

### Atletismo

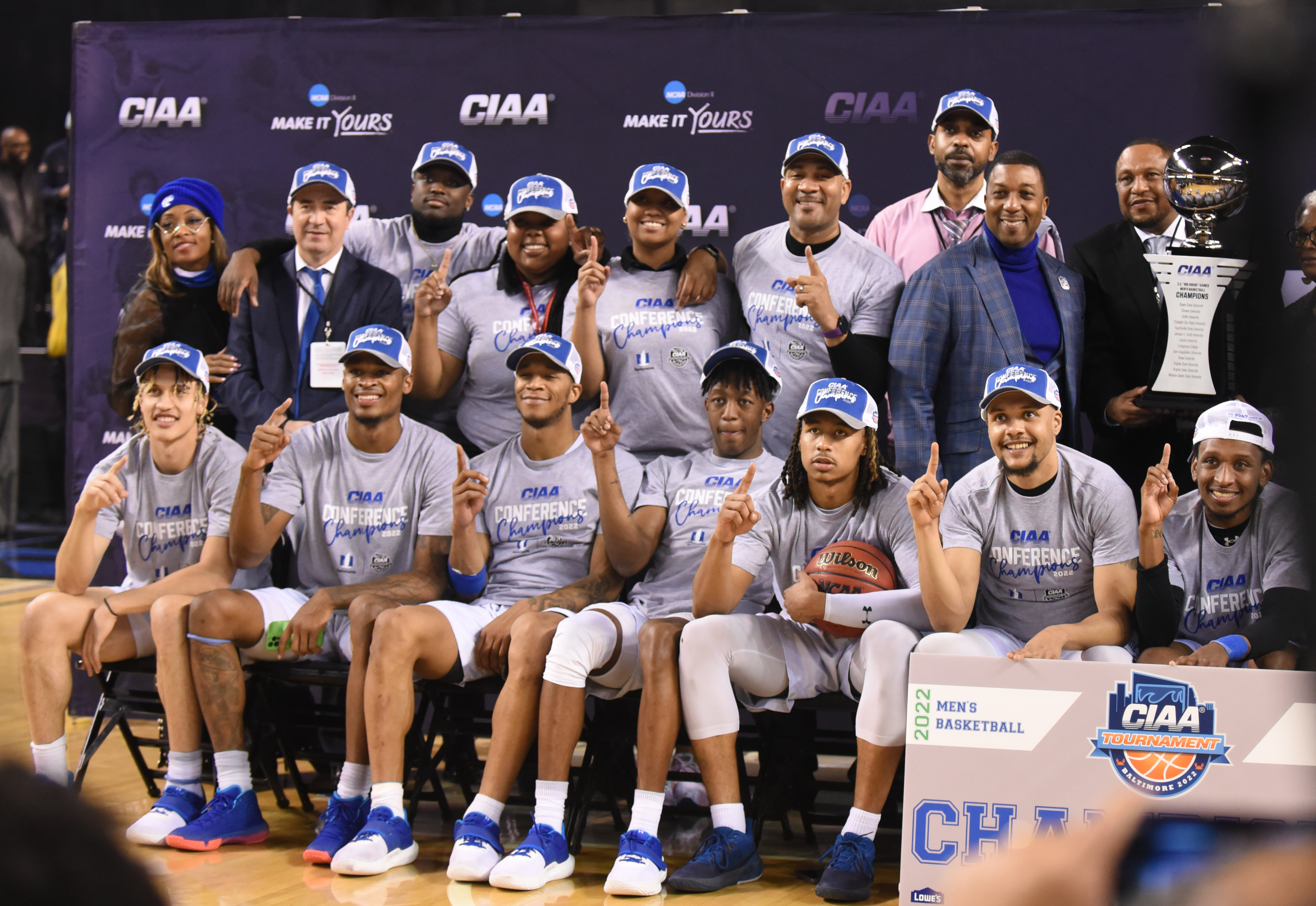
El equipo de baloncesto de los Broncos celebra tras ganar el torneo de baloncesto masculino CIAA 2022.

La Universidad Estatal de Fayetteville participa actualmente en 10 deportes de la NCAA, incluidos fútbol masculino, baloncesto, campo a través/pista y golf. Los programas para mujeres incluyen baloncesto, voleibol, sóftbol, campo a través/pista, tenis y bolos. La universidad es miembro de la Asociación Atlética Intercolegial Central (CIAA).

### Medios estudiantiles
Bronco-iRadio es la estación de radio estudiantil en línea. Es operado y administrado por estudiantes de FSU.
Los estudiantes de la Universidad Estatal de Fayetteville publican un periódico quincenal, The Voice, que cubre una variedad de temas que incluyen la vida estudiantil, las artes y el entretenimiento, y los deportes, entre otros.  

### Artes escénicas y bellas artes
La Universidad Estatal de Fayetteville disfruta de un sólido programa de bellas artes y artes escénicas que ha presentado artistas como Dance Theatre of Harlem, Take 6, Mitch Capel y muchos otros.

## Exalumnos notables
- Chris Armstrong - ex jugador de fútbol profesional, Liga de fútbol canadiense
- Darrell Armstrong - ex jugador de baloncesto profesional, actual entrenador asistente de los Dallas Mavericks de la NBA
- Jim Bibby - ex jugador de la MLB
- Affion Crockett - actor, escritor, bailarín, rapero, comediante y productor musical estadounidense
- Brasheedah Elohim - jugadora de baloncesto profesional estadounidense israelí
- Algeania Freeman - administradora académica estadounidense
- Michele S. Jones - primera mujer en la Reserva del Ejército de los Estados Unidos en alcanzar el puesto de sargento mayor de mando de la Reserva del Ejército de los EE. UU.
- Marvin W. Lucas - miembro de la Asamblea General de Carolina del Norte
- Richard Medlin - ex jugador de la NFL
- Sylvester Ritter - ex jugador de la NFL y luchador profesional (conocido como "Junkyard Dog")
- Johnathan Michael Porter (Blueface) - rapero y ex mariscal de campo de Fayetteville (no se graduó)
- Joshua Williams - jugador de la NFL